# Squatina armata
Espèce
Synonymes
- Squatina californica  Ayres, 1859

Statut de conservation UICN

 CR (IUCN3.1) : 
En danger critique
Répartition géographique

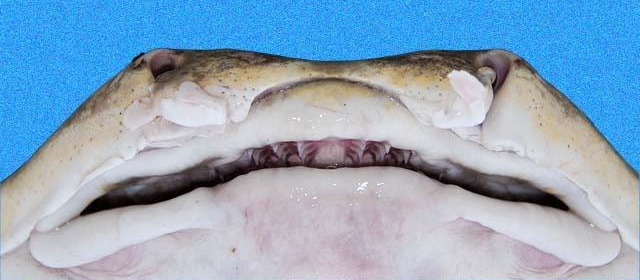
Tête

Squatina armata est une espèce de requins ange de mer de la famille des Squatinidae trouvé dans les eaux subtropicales du Chili, qui peut atteindre 1,03 mètre de long. L'holotype est perdu. L'espèce a été redécrite et un néotype désigné en 2024. La reproduction est ovovivipare.

## Régime
Le requin consomme principalement des poissons-lézards, des téléostéens et leurs restes, des crustacés, des mollusques, des élasmobranches et certaines espèces de crevettes. L'espèce peut être qualifiée de prédateur sélectif, piscivore et carcinophage. Ils se sont également révélés être des prédateurs spécialisés, ce qui signifie qu’ils se nourrissent uniquement de types de proies limités et dans des environnements spécifiques.